# Annona peduncularis
Annona peduncularis là loài thực vật có hoa thuộc họ Na. Loài này được Steud. mô tả khoa học đầu tiên năm 1843.